# Die Post geht ab (Film)
Die Post geht ab ist ein deutscher Schlagerfilm des Regisseurs Helmuth M. Backhaus. Die Uraufführung erfolgte am 21. September 1962 im Kölner Capitol.

## Handlung
Eigentlich hoffte Trompeter Willy von der Bambus-Band auf eine große Erbschaft, doch hat sein Onkel ihm nur einen schrottreifen Autobus vermacht. Mit seinem Freund Franz plant er dennoch eine Urlaubsreise in den Süden. In der von Willy und seinen Leuten geführten Bambus-Bar findet ein Talentwettbewerb statt, den die Tochter des berühmten Schlagersängers Rudolf Lothar, Barbi, gewinnt. Der junge Till wird Zweiter und beide erhalten einen Gutschein für eine zweiwöchige Busferienreise in den Süden. Willy hat die Preise schon verteilt, als Franz ihm mitteilt, dass das Reisebüro, bei dem sie die Gutscheine erstanden haben, pleite ist. Da sie fürchten, bei Klagen ihre Bar schließen zu müssen, beschließen beide, die Gewinner mit dem schrottreifen Bus auf ihren Urlaub nach Triest und Jugoslawien mitzunehmen. Es schließen sich verschiedene Freunde der Gewinner an: Barbi nimmt Harry und die Sekretärin Wilma und die notgedrungen ihren Chef Herrn Ratsam mit, Till nimmt seine gute Freundin Petra mit und unterwegs sammeln sie noch die fast volljährige Anja auf, die vor ihren Eltern und ihrem britischen Verlobten John geflüchtet ist.
Während der Autobus langsam gen Süden rollt, nehmen die Väter von Barbi, Harry und Petra die Verfolgung auf, zumal Rudolf sowieso ein Konzert in Triest geben muss. Vor allem Harrys Vater Walter macht sich Sorgen, dass sein Sohn mit so vielen jungen Frauen unterwegs ist, will er ihn doch eigentlich mit der Fabrikantentochter Gina verkuppeln. Da Harry sich stets geweigert hat, Gina auch nur kennenzulernen, greift Walter zu einem Trick. Als der Autobus in Triest ankommt, lassen die Väter ihn zu ihrem Hotel geleiten. Dort wiederum zeigt sich Walter mit der jungen Gina an seiner Seite und lässt Harry denken, dass sie seine neue Geliebte sei. Harry reagiert mit Unverständnis, will sie davon überzeugen, seinen Vater aufzugeben, und verliebt sich schließlich in sie. Es finden sich am Ende weitere Paare: Nach einigem Chaos sind Anjas Eltern froh, ihren Verlobten John loszuwerden, und stimmen in eine Heirat von Anja und Franz ein. Till und Petra werden ein Paar, Herr Ratsam macht Wilma einen erfolgreichen Heiratsantrag und auch Barbi und Willy verlieben sich ineinander.

## Entstehungsgeschichte
Helmuth M. Backhaus, der auch Regie führte, schrieb das Drehbuch nach einer Idee von Hans Billian. Der Arbeitstitel des Films lautete zunächst Niemand sündigt im Bikini. Die Dreharbeiten fanden unter anderem in Jugoslawien statt. Für die Filmbauten waren die Filmarchitekten Johannes Ott und Mirko Lipuzić verantwortlich. Die Kostüme entwarf Ingrid Neugebauer. Als Kameramann verpflichtete man Gerhard Krüger. Herstellungsleiter war Alfred Bittins.
In dem Film Die Post geht ab, den das Stuttgarter Filmunternehmen Piran-Film in Zusammenarbeit mit dem Gloria-Filmverleih produzierte, sind folgende Schlager zu hören:
- Gerhard Wendland: Schau mir nochmal in die Augen (Musik: Karl Götz; Text: Kurt Hertha)
- Gerhard Wendland: Schläfst du schon? (Musik: Karl Götz; Text: Heinz Hellmer und Kurt Hertha)
- Chris Howland: Cleopatra (Musik: Heinz Gietz; Text: Georg Buschor)
- Jack Ross: Happy-Jose (Ching, Ching, Ching) (Instrumental; Musik: Norman Malkin und Jesse Gonzales)
- Vivi Bach: Wenn wir zwei uns wiedersehn (Musik: Christian Bruhn)
- Vivi Bach: Bitte, bitte nimm mich mit (Musik: Christian Bruhn)
- Peter Fritsch: Ein kleines Zelt (Musik: Christian Bruhn)
- Vivi Bach und Peter Fritsch: Die Lebensleiter (Musik: Christian Bruhn)

Die Uraufführung des Films fand am 21. September 1962 im Kölner Capitol statt. Im Fernsehen lief der Film erstmals am 11. April 1964 auf DFF 1.

## Kritiken
Das Lexikon des internationalen Films meinte: „Statt einer erzählbaren Handlung: Gags, Kalauer, Schlager, Tänzchen. Der Filmversuch eines Conférenciers.“ Der film-dienst bezeichnete Die Post geht ab als „knallbuntes 60er-Jahre-Urlaubs-Kino“.
Cinema befand: „Schlager, Scherzchen und Bella Italia: selbst nach Genremaßstäben zu flach. Fazit: Trallala-Roadmovie mit ganz flachen Späßen.“